# Musée du Sabotier
Le musée du Sabotier se situe dans la commune de Soucht et le département de la Moselle.
Le musée présente une impressionnante collection de plus de 200 paires de sabots et retrace la vie des sabotiers. Très utiles aux travaux agricoles, ces sabots étaient aussi une protection indispensable pour le verrier. Des démonstrations de fabrication ont lieu régulièrement.

## Chronologie
- Début du XXe siècle : À cette époque, le village de Soucht est la capitale du sabot lorrain[1]
- 1930 : Installation d'un premier atelier de fabrication mécanique de sabot[2]
- 1979 : Dernier sabot fabriqué à la main dans le village[3]
- 1985 : Ouverture du musée[4]
- 2004 : Le dernier sabotier de la commune cesse son activité[3]
- 2010 : Ouverture d'un nouveau bâtiment entièrement en bois pour abriter le musée
- 2016 : Le musée du Sabotier décroche le label « Tourisme et Handicap »[5]

## Historique
Le premier musée du Sabotier, ouvert en 1985, était installé dans un des anciens ateliers de fabrication. Il s’avéra bien vite trop petit pour recevoir les groupes nombreux, accueillir la collection grandissante de sabots et permettre d’assister aux projections et aux démonstrations dans de bonnes conditions. C'est alors qu'un projet et un cahier des charges pour un nouveau musée furent établis par l’Amicale des Amis du Musée, le Parc naturel régional des Vosges du Nord et la communauté de communes du Pays du Verre et du Cristal, qui en assura aussi la maîtrise d’ouvrage. Celle-ci fut reprise par la communauté de communes du Pays de Bitche, actuel propriétaire du bâtiment qui bénéficia des subventions du conseil général de Moselle, du conseil régional de Lorraine et de l’État au titre du PER. La gestion du musée a été confiée à l’Amicale des Amis du Musée du Sabotier, propriétaire des machines et des collections de sabots mises à disposition par convention.
Depuis pâques 2010, un nouveau bâtiment, entièrement en bois, abrite donc le musée du Sabotier. Un puits canadien en assure une climatisation naturelle en été et le maintien hors-gel en hiver.